# Loboparadisea sericea
L'uccello del paradiso dal petto giallo o paradisea pettogiallo (Loboparadisea sericea Rothschild, 1896) è un uccello passeriforme della famiglia Cnemophilidae, unica specie ascritta al genere Loboparadisea Rothschild, 1896.

## Etimologia
Il nome scientifico del genere, Loboparadisea, deriva dal latino e significa "uccello del paradiso lobato", in virtù delle caruncole di questi uccelli e del fatto che a lungo sono stati considerati imparentati con gli uccelli del paradiso: anche il nome della specie, sericea, deriva dal latino e significa "simile alla seta", sempre in riferimento all'aspetto.

## Descrizione

### Dimensioni
Misura 17 cm di lunghezza, per un peso di 50-77 g: a parità d'età, le femmine sono leggermente più robuste rispetto ai maschi.

### Aspetto
L'aspetto può ricordare quello di un pettirosso, per la testa arrotondata, il becco corto e sottile, la forma paffuta e robusta.

La testa è di colore bruno-nerastro, mentre dorso e ali sono bruno-olivacei, queste ultime con remiganti color nocciola, stesso colore della coda: gola, petto (da cui il nome comune di questi uccelli), fianchi, codione e ventre sono di colore giallo zolfo, con tendenza a chiarirsi su quest'ultima parte. Gli occhi sono bruni, mentre zampe e becco sono nerastri: alla base di quest'ultimo, nei maschi sono presenti due caruncole carnose azzurrine di forma quasi cilindrica, assenti nella femmina, la cui colorazione dorsale appare inoltre più scura rispetto al maschio.

## Biologia
Si tratta di uccelli molto schivi, dalle abitudini diurne e principalmente solitarie, che passano la maggior parte della giornata alla ricerca di cibo nella media canopia.

### Alimentazione
La dieta di questi uccelli sembrerebbe essere principalmente frugivora, basandosi su drupe e bacche, ma venendo di tanto in tanto integrata con insetti ed altri artropodi.

### Riproduzione
Si pensa che questi uccelli si riproducano fra maggio e ottobre e che abbiano abitudini poligine, tuttavia mancano osservazioni in materia.

## Distribuzione e habitat
La paradisea petto giallo è endemica della Nuova Guinea, dove, pur con areale piuttosto discontinuo, popola gran parte dell'asse montuoso centrale, dai Sudirman al sud della penisola di Huon.
L'habitat di questi uccelli è rappresentato dalle aree ben mature di foresta pluviale montana e foresta nebulosa, fra i 600 ed i 2000 m di quota.

## Tassonomia
Se ne riconoscono due sottospecie:
- Loboparadisea sericea sericea, la sottospecie nominale, diffusa nella porzione occidentale dell'areale occupato dalla specie;
- Loboparadisea sericea aurora Mayr, 1930, diffusa nella porzione sud-orientale dell'areale occupato dalla specie;